# Fracchia la belva umana
Pour plus de détails, voir Fiche technique et Distribution.
Fracchia la belva umana, est une comédie italienne réalisée par Neri Parenti et sortie en 1981.

## Synopsis
Giandomenico Fracchia travaille dans une entreprise de production de friandises au chocolat. Il est chaque jour l'objet de moqueries de la part de ses collègues et aussi de son employeur. Or il est le sosie d'un criminel surnommé Belva umana (la bête humaine), ce qui va lui valoir d'être arrêté trois fois en une nuit, et de voir sa voiture presque détruite. On lui concède finalement un laissez-passer spécial. Le vrai Belva umana vient à connaître l'existence de son sosie, et lui rafle son laissez-passer, ou bien le force à agir à sa place dans certaines rencontres, entre autres avec sa terrible mère sicilienne. Après de nombreuses scènes rocambolesques, les deux sosies sont tués, et se retrouvent dans l'au-delà à devoir expliquer l'origine du laissez-passer. Fracchia s'en sort mal et est condamné à l'enfer, tandis que le criminel est accueilli au paradis...

## Fiche technique
- Réalisateur : Neri Parenti
- Scénario : Gianni Manganelli, Leonardo Benvenuti, Piero De Bernardi, Neri Parenti, Paolo Villaggio
- Producteur : Bruno Altissimi, Claudio Saraceni
- Maisons de production : Maura International Film, Capital Film
- Distribution : Cineriz
- Photographie : Alberto Spagnoli
- Montage : Sergio Montanari
- Musique : Fred Bongusto
- Durée : 96 min
- Genre : comédie
- Costumes : Mario Ambrosino
- Dates de sortie : 
  - Italie : 22 décembre 1981

## Distribution
- Paolo Villaggio : Giandomenico Fracchia / Belva umana
- Lino Banfi : commissaire Auricchio
- Anna Mazzamauro : Mlle Corvino
- Gianni Agus : docteur Orimbelli
- Gigi Reder : mère du criminel la "belva umana"
- Sandro Ghiani : De Simone
- Antonio Allocca : brigadier des Carabinieri
- Francesco Salvi : Neuro
- Roberto Della Casa : Tino
- Massimo Boldi : Pera
- Ugo Bologna : directeur de la banque
- Renzo Rinaldi : colonel des Carabinieri
- Renato Cecchetto : commandant de la DIGOS (it)
- Jole Silvani : Palmira
- Fiammetta Baralla : la femme aux formes généreuses qui fait du footing
- Giulio Farnese : contrôleur de l'Au-delà
- Gino Lotero : guitariste au restaurant
- Francesca Palopoli (voix) : Signora Franchini / vieille dame au restaurant
- Riccardo Garrone (voix) : le voisin de Fracchia / le responsable du parking du restaurant

## Remarques
- Le thème principal du film, les sosies dont l'un d'eux est un criminel, est repris du film de John Ford : Toute la ville en parle (1935).
- C'est le premier des deux films présentant Giandomenico Fracchia, personnage inventé par Paolo Villaggio et proche du fameux Ugo Fantozzi. Bien que sorti six ans après Fantozzi, et que reprenant certaines trouvailles de ce film précédent, Fracchia est un succès et devient même un film culte.
- Dans les personnages de la comédie, on remarque la prestation de Gigi Reder interprétant la terrible mère du criminel, mais aussi Anna Mazzamauro comme l'amour impossible de Fracchia (de même que Mlle Silvani pour Fantozzi).

### Scènes et motifs repris
- Comme on retrouve les mêmes scénaristes et acteurs que pour la saga des films de Fantozzi, certains motifs peuvent être des références : 
  - Fracchia se coince la main dans la portière, comme Ugo Fantozzi dansFantozzi;
  - quand Fracchia, après son arrestation, parle romantiquement de la Lune, Mlle Corvino le qualifie de poète, comme Mlle Silvani pour Fantozzi ;
  - Mlle Corvino dit à Fracchia de freiner, mais cela n'empêche pas l'accident, comme dans Il secondo tragico Fantozzi ;
  - Fracchia sous le tir des Carabinieri demande « que désirez-vous ? » tout comme Fantozzi aux délinquants dans le premier Fantozzi ;
  - lors de leur première rencontre, Belva umana dit à Fracchia de s'asseoir, ce que celui-ci fait dans le vide ; idem dans  Il secondo tragico Fantozzi, Superfantozzi et Fantozzi contro tutti ;
  - après le repas chez la mère de Belva umana, Fracchia fait un rot sonore, comme Fantozzi dans les deux premiers films ;
  - avant et pendant le vol de la banque, Fracchia se tire dessus accidentellement avec le pistolet coincé dans la ceinture, comme Fantozzi pendant la battue dans Il secondo tragico Fantozzi ;
  - pour lancer la bombe, Fracchia la fait tomber dans la manche de sa veste, comme Fantozzi pendant la chasse-guerre de Il secondo tragico Fantozzi ;
  - la moue séductrice de Mlle Corvino lorsqu'elle croit que Fracchia est la belva, est la même que celle de Mlle Silvani dans Il secondo tragico Fantozzi ;
  - après le baiser passionné avec Mlle Corvino, Fracchia a la langue qui s'allonge, comme dans Il secondo tragico Fantozzi à la villa de la comtesse Serbelloni Mazzanti Viendalmare, et dans Fantozzi contro tutti pendant la coupe Cobram.

- Dans les films suivants de Paolo Villaggio, on peut encore remarquer la reprise de certains gags de ce film-ci :
  - la chute dans la fontaine dans Fantozzi va in pensione ;
  - Fracchia se dit du signe du zodiaque du "rat", comme Fantozzi dans Fantozzi alla riscossa ;
  - Fracchia tente d'expliquer avec des gestes ce qu'est l'organigramme au directeur Orimbelli ; il en ira de même pour Paolo Casalotti joué par Villaggio dans I pompieri, devant le commandant Pacini (interprété par Gigi Sammarchi).